# Мито под Дјумбјером
Мито под Дјумбјером (слч. Mýto pod Ďumbierom) насељено је мјесто са административним статусом сеоске општине (слч. obec) у округу Брезно, у Банскобистричком крају, Словачка Република.

## Становништво
| Година:    | 1994. | 2004.   | 2014.   | 2024.   |
| ---------- | ----- | ------- | ------- | ------- |
| Број људи: | 571   | 542     | 524     | 500     |
| Разлика:   |       | -5,07 % | -3,32 % | -4,58 % |

| Година:    | 2023. | 2024.   |
| ---------- | ----- | ------- |
| Број људи: | 502   | 500     |
| Разлика:   |       | -0,39 % |

Према подацима о броју становника из 2011. године насеље је имало 526 становника.